# 広畑塁
広畑 塁（ひろはた るい、1995年6月17日 - ）は、福岡県出身の元プロ野球選手（捕手）・コーチ。右投左打。NPBでは育成選手であった。

## 経歴

### プロ入り前
東海大第五高時代は、甲子園出場経験はなし。
高校卒業後は立正大学へ進学し、東都大学野球連盟に加盟する同校の硬式野球部に入部。大学時代は控え捕手として過ごし、二部通算3試合の出場に留まり、打率.000、0安打、0本塁打、0打点の成績であった。チームは4年次の春季リーグまで二部リーグ所属。入れ替え戦に勝利し、秋季リーグは一部に所属したが自身が打席に立つことはなかった。
2017年10月26日、プロ野球ドラフト会議で読売ジャイアンツから育成選手ドラフト5位で指名を受け入団。

### 巨人時代
2020年は二軍で5打数1安打、三軍では28試合に出場し打率.211、0本、4打点に終わり、11月28日に戦力外通告を受けた。
12月7日に開催された12球団合同トライアウトに参加し、四球、空振り三振、一ゴロ、見逃し三振という結果だった。

### ワンダラーズ時代
2021年4月2日にオーストリアン・ベースボール・リーグ（ABL）のウィーン・ワンダラーズと契約を結んだことがわかった。背番号は川﨑宗則を慕って52をつけた。5月中旬にオーストリアに渡り、7月いっぱいまでのレギュラーシーズンの試合に出場。22試合に出場し、79打数19安打で、打率.241、2本塁打、34打点のシーズン成績だった。オーストリアでは本職の捕手のほか、出場機会を増やすために外野手としても出場。その後、ポストシーズンは早期敗退を喫するも、国際大会も参加し、8月下旬までプレー。国際大会は過密日程だったため、投手として出場する試合もあり、1イニング8失点を喫したという。9月7日に日本に帰国した。帰国後は小林亮寛が代表の野球教室「コビーズ」の中学3年生限定クラブでキャッチングコーチを務めた。

### KAL・大分時代
2021年12月12日、九州アジアリーグの大分B-リングスが、新入団選手として広畑と契約に合意したと発表した。オーストリア時代と同じく、背番号は52。シーズン終了後の10月31日に退団（自由契約）が発表された。国内外問わず、現役続行を希望するとしていた。

### HFL・士別時代
2022年12月17日、北海道フロンティアリーグの士別サムライブレイズ（球団名は2023年2月1日よりKAMIKAWA・士別サムライブレイズに変更）に入団することが発表された。選手兼野手コーチとしての契約で、複数球団から誘いがあった中、士別からは唯一コーチ兼任の話があったことが入団の大きな決め手になった。
2023年の1シーズンプレーし、シーズン終了後の10月6日に自由契約での退団が発表された。士別退団後の11月29日には、台湾プロ野球（CPBL）の台鋼ホークスの新入団選手トライアウトに参加したが、入団には至らなかった。

### KAL・火の国時代
2023年12月14日、九州アジアリーグの火の国サラマンダーズに入団することが発表された。野手総合コーチ兼任選手としての入団で、選手としてのポジションは捕手・外野手となっている。GMの神田康範は、広畑の入団をもって「最後のピースが埋まり、2024年シーズンのパズルが完成しました」とコメントしている。
2024年は選手としては38試合に出場した。10月10日付で自由契約となった。広畑は自身のX（旧Twitter）アカウントで「新天地を求めて、色んなところで色んな環境や野球を見てプレーして、もっと突き詰めるようにまだまだ頑張ります」と記した。

### 引退後
現役を引退して2024年12月より、埼玉西武ライオンズのブルペン捕手（二軍担当）兼用具担当兼人材開発部に就職した。引退は火の国退団時に決意したという。

## 人物・プレースタイル
二塁送球1.8秒の強肩と堅実な守備が持ち味の捕手。50m6秒2の俊足も持ち合わせる。

## 詳細情報

### 年度別打撃成績
- 一軍公式戦出場なし

### 独立リーグでの年度別打撃成績
| 年 度    | 球 団    | 試 合 | 打 席 | 打 数 | 得 点 | 安 打 | 二 塁 打 | 三 塁 打 | 本 塁 打 | 塁 打 | 打 点 | 盗 塁 | 盗 塁 死 | 犠 打 | 犠 飛 | 四 球 | 敬 遠 | 死 球 | 三 振 | 併 殺 打 | 打 率 | 出 塁 率 | 長 打 率 | O P S |
| -------- | -------- | ----- | ----- | ----- | ----- | ----- | -------- | -------- | -------- | ----- | ----- | ----- | -------- | ----- | ----- | ----- | ----- | ----- | ----- | -------- | ----- | -------- | -------- | ----- |
| 2022     | 大分     | 58    | 192   | 168   | 25    | 41    | 7        | 2        | 4        | 64    | 12    | 0     | 1        | 4     | 0     | 18    | -     | 2     | 43    | 2        | .244  | .324     | .381     | .705  |
| 2023     | 士別     | 43    | 132   | 116   | 15    | 32    | 5        | 1        | 3        | 48    | 21    | 0     | 0        | 3     | 3     | 10    | -     | 0     | 20    | 2        | .276  | .326     | .414     | .740  |
| 2024     | 火の国   | 38    | 85    | 71    | 9     | 21    | 1        | 0        | 1        | 25    | 9     | 2     | 3        | 1     | 0     | 12    | -     | 1     | 14    | 0        | .296  | .405     | .352     | .757  |
| KAL：2年 | KAL：2年 | 96    | 277   | 239   | 34    | 65    | 8        | 2        | 5        | 89    | 21    | 2     | 4        | 5     | 0     | 30    | -     | 3     | 57    | 2        | .272  | .360     | .372     | .733  |
| HFL：1年 | HFL：1年 | 43    | 132   | 116   | 15    | 32    | 5        | 1        | 3        | 48    | 21    | 0     | 0        | 3     | 3     | 10    | -     | 0     | 20    | 2        | .276  | .326     | .414     | .740  |

- 2024年シーズン終了時

### 背番号
- 005（2018年 - 2020年）
- 52（2021年 - 2024年）
- 103 （2025年 - ）